# El Viso
El Viso ist eine spanische Gemeinde in der Provinz Córdoba, Andalusien. Sie liegt im äußersten Norden des Valle de los Pedroches. Sie grenzt an Gemeinden aus drei Provinzen: Belalcázar, Hinojosa del Duque, Villaralto, Dos Torres und Santa Eufemia (Córdoba); Guadalmez (Provinz Ciudad Real); sowie die Gemeinden Capilla, Zarza Capilla und Cabeza del Buey (Provinz Badajoz). Sie ist die nördlichste Gemeinde in ganz Andalusien. 2024 hatte die Gemeinde 2.511 Einwohner

## Namen
Der Name kommt aus dem Lateinischen und bezeichnet einen hohen Aussichtspunkt.

## Geschichte
Seit dem 15. Jahrhundert gehörte sie zur Condado de Santa Eufemia, damals unter dem Namen Casa de Don Adame, zusammen mit den Städten El Guijo, Torrefranca und Santa Eufemia, und war eine der stärksten und einflussreichsten Gemeinden der condado bis zum Ende der Herrschaft im 19. Jahrhundert. In maurischer Zeit war El Viso einer der letzten Orte, die der Eroberung trotzten, was seine Burg Castillo de Madroñíz eindrucksvoll bezeugt.

## Geographie
Das Dorf liegt auf einer Anhöhe auf 577 m über dem Meer zwischen dem Bach Arroyo Arenoso und dem Rio Guadaramilla. Die Nationalstraße N-502 durchschneidet den Ort von Norden nach Süden. Das Umland ist geprägt von Olivenplantagen und Eichen-bestandenen Schweineweiden. Die Landstraße A-3281 führt in westlicher Richtung nach Hinojosa del Duque und überquert auf halber Strecke den Stausee des Rio Guadamatilla.
| Nordwest: Cabeza del Buey Provinz Badajoz | Norden: Cabeza del Buey, Zarza Capilla, Capilla Provinz Badajoz und Guadalmez Provinz Ciudad Real | Nordost: Guadalmez Provinz Ciudad Real |
| Westen: Belalcázar                        | Puntos cardinales                                                                                 | Osten: Santa Eufemia                   |
| Südwest: Hinojosa del Duque               | Süden: Villaralto und Dos Torres                                                                  | Südost: Dos Torres                     |

## Sehenswürdigkeiten
Die wichtigsten Monumente sind die Pfarrkirche Iglesia Parroquial de la Encarnacion aus dem 16. Jahrhundert. Sie ist aus Granit erbaut und gekrönt mit einem Turm aus roten Ziegelsteinen. Sie besitzt ein Bildnis der Inkarnation, eine Monstranz aus dem 17. Jahrhundert aus dem Convento de San Alberto del Monte und einen Taufstein aus Granit.
Religiöse Gebäude sind noch die Ermita de Santa Ana, die Ermita de Santa Rosalía, sowie San Isidoro und Santo Cristo. Aus islamischer Zeit stammt das beeindruckende Castillo de Madroñiz, das im 14. Jahrhundert wieder aufgebaut wurde. Heute dient es als Jagdhütte.
Vom Ende des 15. Jahrhunderts stammt die Casa de las Bóvedas, ein Sommersitz der Señores de Santa Eufemia.

## Feste
Die wichtigsten Feste sind die Feria der hl. Anna, der Stadtpatronin, Ende Juli, die mit Stierläufen gefeiert wird. Am 26. Juli wird eine Messe gefeiert, bei der Kräuterbündel gesegnet werden und die mit einer Prozession abgeschlossen wird.
Am Ostersonntag wird das Fest Romeria de la Virgen de Vallehermoso gefeiert, das mit der Huerta de los Frailes begangen wird.
Die Reyes Magos (6. Januar) werden alle vier Jahre mit einer szenischen Aufführung gefeiert.
Und das Viertel von San Jose feiert seinen Patron am 19. März.